# Biennale di Venezia

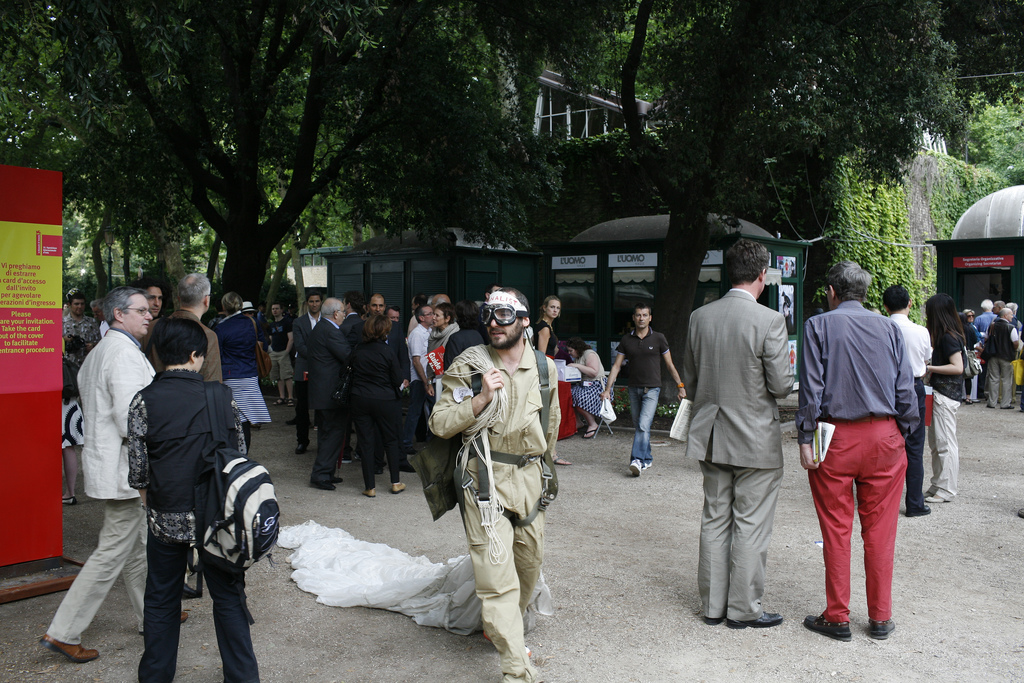
Giardini, hlavní vchod

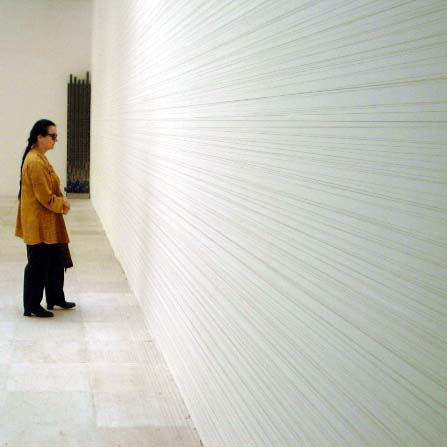
Detail výstavy

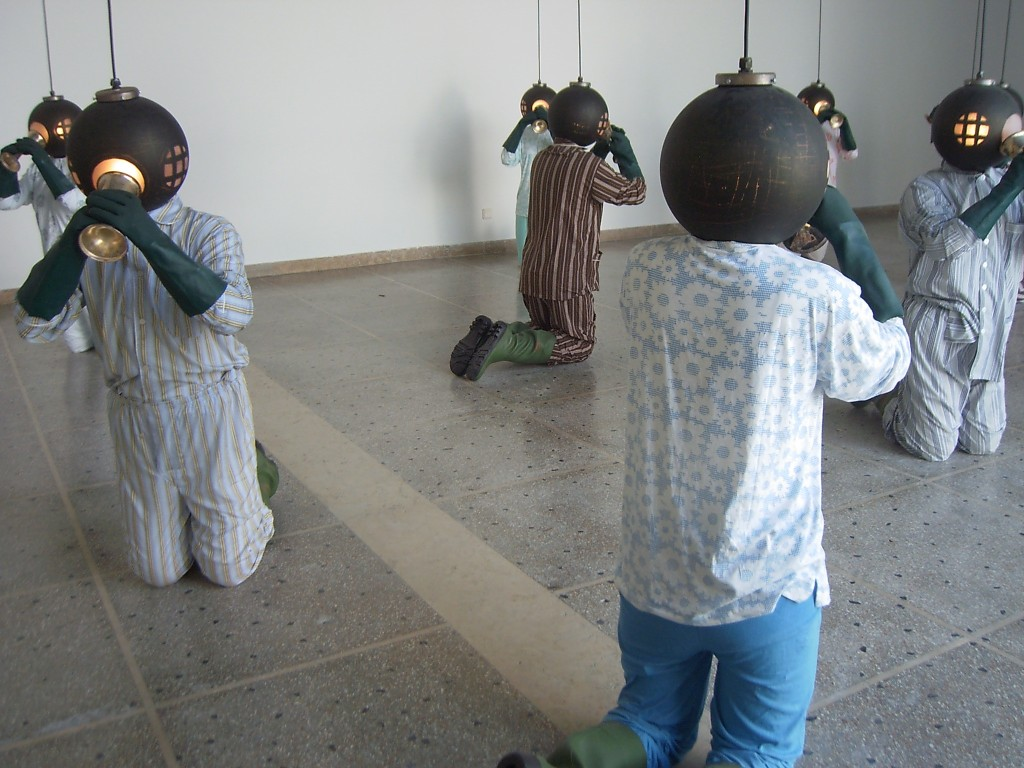
Pohled do "Pump Room", díla maďarského výtvarníka Balázse Kicsiny na Biennale 2005

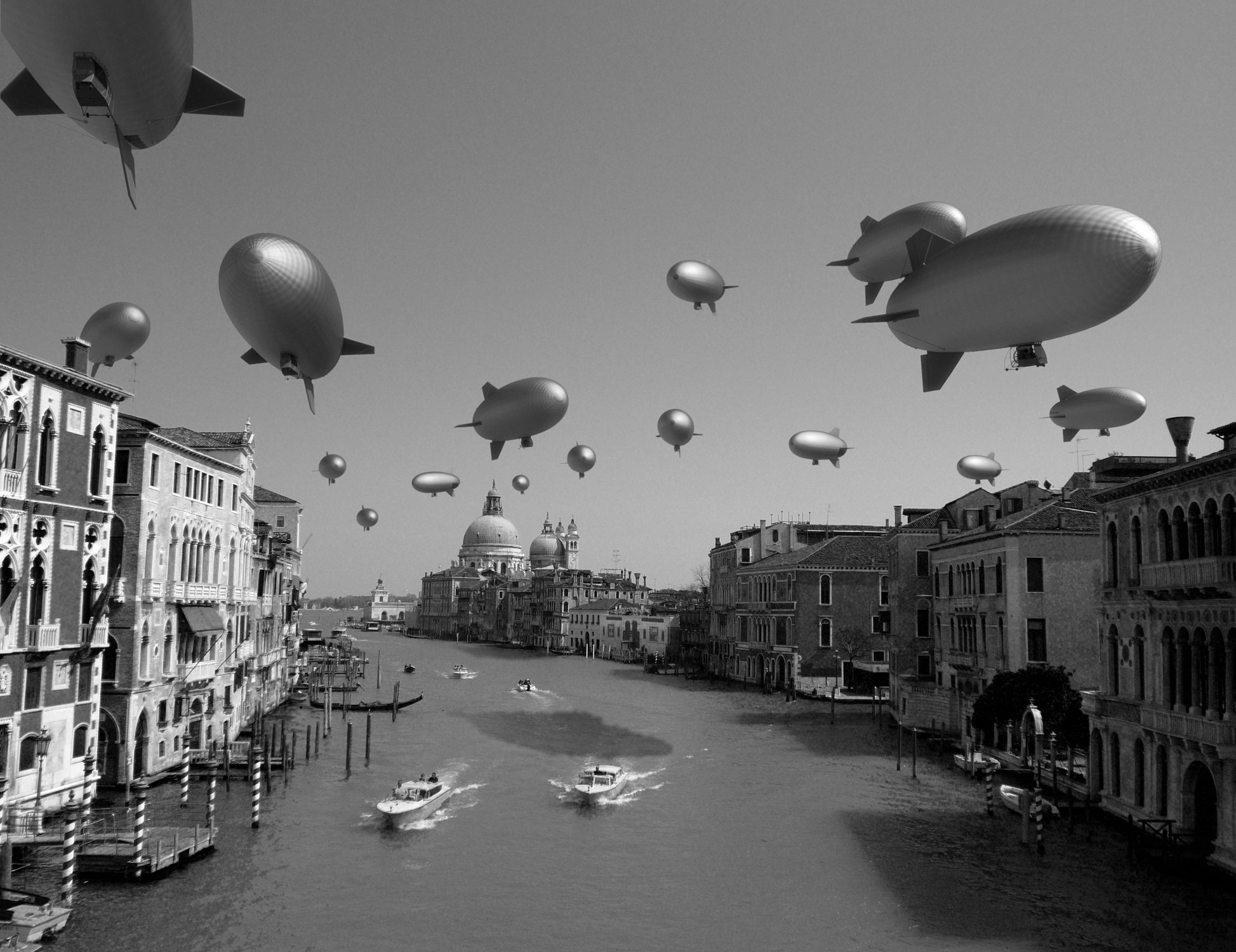
Hector Zamora, 2009

Biennale di Venezia (Benátské bienále) je mezioborová přehlídka současného výtvarného umění pořádaná v každém lichém roce v italských Benátkách. Od svých počátků sahajících do konce 19. století představovalo světu výhradně výtvarné umění, nejznámějších malířů, grafiků, sochařů a přirozeně jejich tvorbu. Výstava výtvarného umění se konala a dodnes koná každé dva roky. Později vznikaly přidružené expozice filmu (Benátský filmový festival), architektury (Bienále architektury), divadla a hudby, které se konají každoročně. Posledním doplňkem je Mezinárodní výstava současného tance, která byla do schématu Bienále zakomponována v roce 1999.

## Historie

### Začátky
Historicky první Bienále se konalo roku 1885, předcházely mu jednání a zasedání místního parlamentu, hlavní zásluhu lze přičíst starostovi Riccardovi Selvaticovi. Bienále v roce 1895 vzdalo hold 25. výročí sňatku krále Umberta a královny Markéty Savojských. Výstava současného umění měla reprezentovat nejvznešenější aktivity moderního ducha.

### Od secese po 1. světovou válku
Jedním z hlavních cílů bylo a je informování veřejnosti o aktuálních trendech v umění, první ročníky během panování secesního slohu tedy prezentovaly především dekorativní ornament jako dominantní prvek. V prvních dekádách se Bienále stalo stále více mezinárodní záležitostí, první zahraniční pavilon byl instalován roku 1907 (Belgie, Léon Sneyers). Do první světové války vzrostl počet národních pavilonů na sedm. K italskému a belgickému přibyl maďarský, německý a anglický pavilon v roce 1909, francouzský v roce 1912 a ruský o dva roky později.

### Meziválečné ročníky
Jedním z klíčových v samotné historii Bienále je rok 1930, Bienále přešlo pod kontrolu fašistické strany. Jednalo se o prospěšnou změnu, zintenzivnil se přísun financí, bylo možné zprovoznit filmovou, hudební a divadelní sekci Bienále. Mezinárodní výstava filmu se konala poprvé v roce 1932, divadelnictví o dva roky později (a po roce 1936 každoročně).

### Velikáni
V období mezi světovými válkami se na Mezinárodní výstavě současného výtvarného umění zviditelnilo několik velikánů, mezi nejznámějšími nechyběli např. Klimt, Renoir a Courbet (Picasso paradoxně ano, ačkoli jeden z jeho obrazů byl připraven k prezentaci již krátce před 1. světovou válkou. Nebyl uveden, údajně by příliš šokoval. Autor se dočkal premiéry na Bienále až roku 1948).

### Dopad 2. světové války
Během druhé světové války se Bienále zcela odmlčelo, ke znovuotevření došlo až roku 1948. Ozdobou tohoto ročníku byla mimo jiné prezentace sbírky uměleckých předmětů Peggy Guggenheimové.
Pozornost pořadatelů se krátce po válce soustředila především na avantgardní tendence zejména v evropském umění a později v celosvětovém měřítku. Abstraktní expresionismus byl uveden v 50. letech minulého století (Braque, Matisse, Polock a jiní), pop-art v letech 60. (Rauschenberg).

### Politika v pozadí
V roce 1968 zažívalo Bienále krizi, důsledkem bylo neudělování výročních cen vítězům jednotlivých akcí. Ročník 1974 byl kompletně věnován Chile na protest proti vládě diktátora Augusta Pinocheta.

### Novinky
Rok 1980 znamenal začlenění architektury do schématu Bienále. Od tohoto roku bylo představeno mnoho významných architektů a jejich tvorby (např. Hans Hollein). Tematicky dosud poslední ročník 2006 Bienále architektury byl zaměřen na města. Pojednával o přeměně současných měst, o bourání fyzických a informačních bariér. Tématem předešlého ročníku Bienále architektury byla architektura a společnost.

## Benátský filmový festival
Součástí Benátského bienále je Benátský filmový festival (italsky: Mostra Internazionale d'Arte Cinematografica di Venezia, anglicky: Venice Film Festival), který se každoročně koná koncem srpna či začátkem září na ostrově Lido v Benátkách v Itálii. Festival byl v roce 1932 založen hrabětem Giuseppe Volpi di Misurata pod názvem „Esposizione Internazionale d'Arte Cinematografica.“ Promítání probíhá v historickém Palazzo del Cinema na Lungomare Marconi.
Mezi hlavní ceny, které jsou na festivalu udíleny patří Leone d'Oro (Zlatý lev), který je udílen nejlepšímu filmu festivalu, a Coppa Volpi, která je udílena nejlepšímu herci a nejlepší herečce.

## Shrnutí
Bienále je významnou kulturní událostí. Je otázkou prestiže, zajímavě a důstojně reprezentovat zemi, její zvláštnosti, tak významné individuality. V některých zemích, např. v Anglii, přebírá zodpovědnost dokonce parlament. Současná podoba Biennale di Venezia zastřešuje 30 stálých národních pavilonů, které jsou zakomponovány do parku Giardini. Země, které nedisponují stálým pavilonem se prezentují v sezónních pavilonech, které jsou situovány v lokalitě Arsenalu.

## Autoři a ocenění
Výstavy jednotlivých vybraných umělců a udělená ocenění:
- Na IX. Bienále v Benátkách se v roce 1910 setkal s velkým úspěchem Gustav Klimt.

- V roce 1961 získal zlatou medaili za fotografii Man Ray.
- V roce 1962 byla udělena hlavní cena za sochařství Albertovi Giacomettimu.
- Slovensko reprezentoval na Bienále v Benátkach v letech 1970 a 1995 Jozef Jankovič.

- 1990 Ocenění Zlatý lev získali Bernd a Hilla Becherovi.

- V roce 1999 na 48. Benátském bienále vystavoval Fabrice de Nola v Authoritratti italiani na Fondazione Bevilacqua La Masa. Vytvořil svůj autoportrét pomocí fotografií, CT a rentgenových paprsků: na jedné polovině je jeho tvář malovaná, zatímco na druhé polovině je vidět lebka, svaly, oko a mozek. Stejného ročníku se zúčastnila také Veronika Bromová. A sice v prostorách společného česko-slovenského pavilonu s projektem mladých slovenských kurátorek Petry Hanákové a Alexandry Kusé.[2] Švýcarský kurátor Harald Szeemann pojal tuto přehlídku jako "dAPERTutto" s primárním důrazem na mladé umělce a ženy, v duchu svého lehce kontroverzního názoru, že existuje jen umění, které buď má nebo nemá co říct a nikoliv umění, které vytvořil někdo s revmatismem v koleně nebo schizofrenií. O vystavených dílech Veroniky Bromové se vyjádřil: ...někdy to jde a někdy je to pěkná nuda.[3]

- Marco Casagrande byl se svým partnerem Sami Rintalou pozván na Benátské bienále 2000.
- 2003 Kamera skura - Superstart, s Kunst-fu, česko-slovenský pavilon

## Galerie

### 2009
Fare mondi / Making worlds

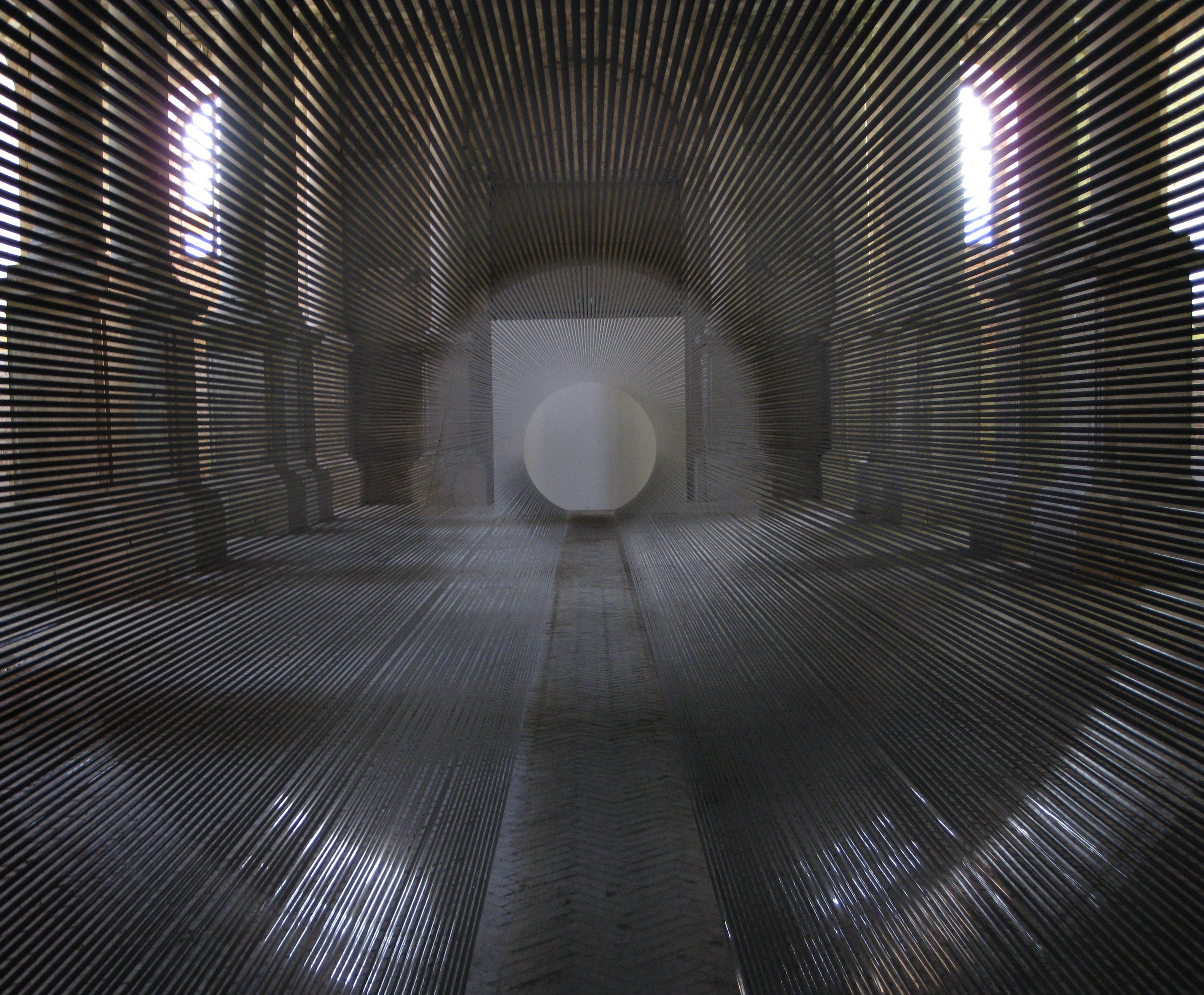
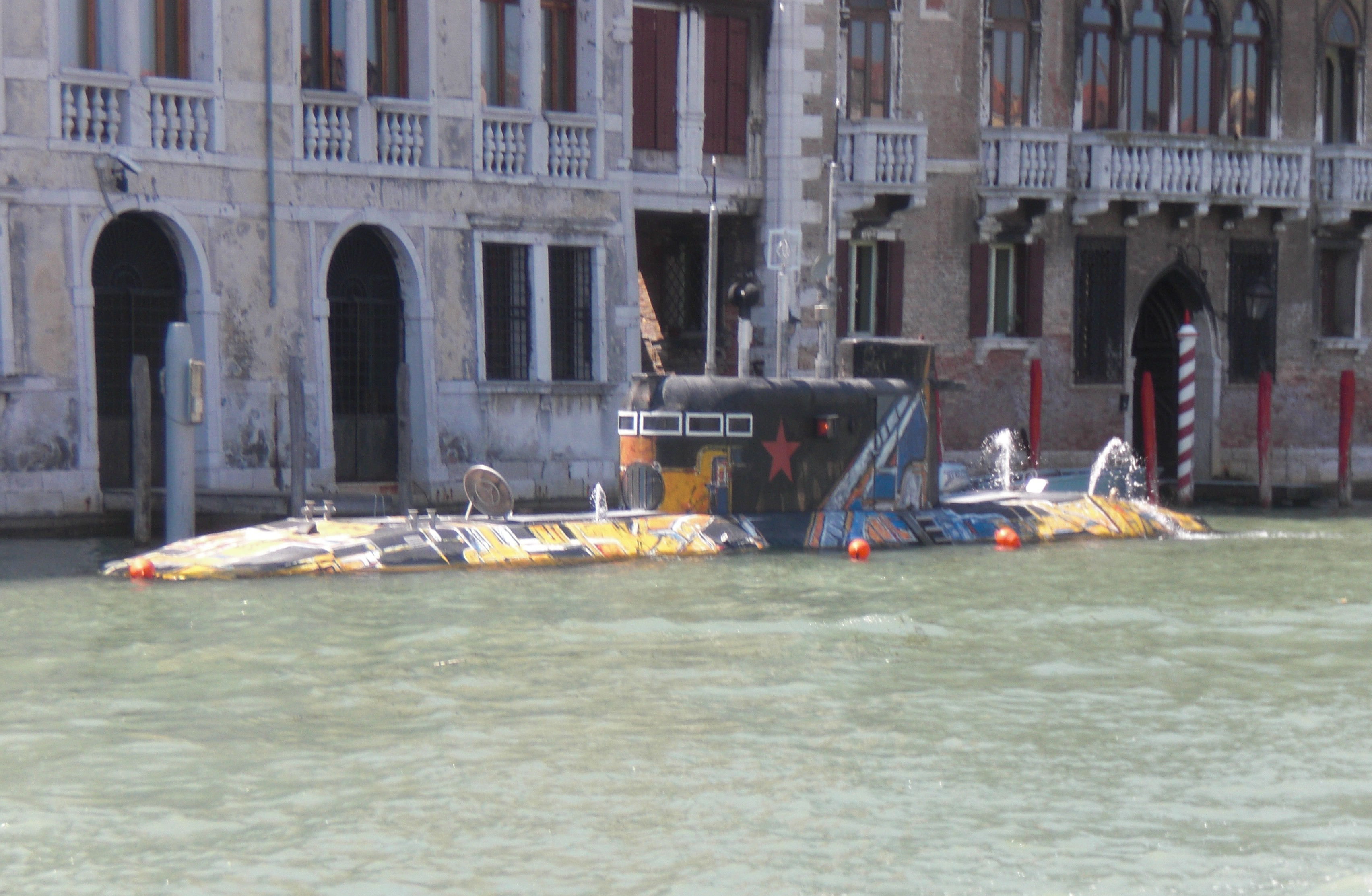
Alexander Ponomarev: Ponorka (Submarine)

### 2007
Pensa con i sensi/senti con la mente l’arte al presente / Think with the sense/feel with the mind art in the present tense

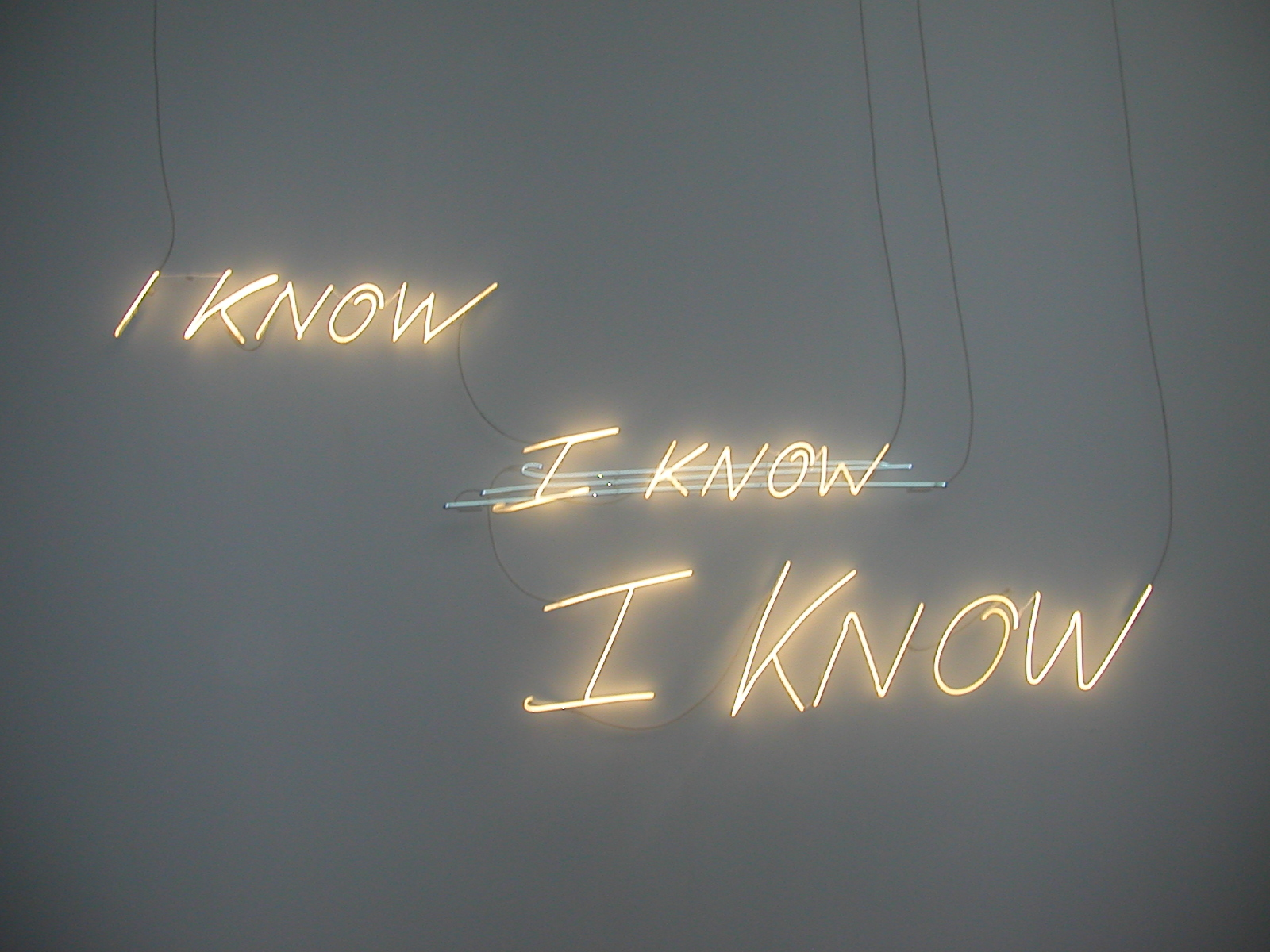
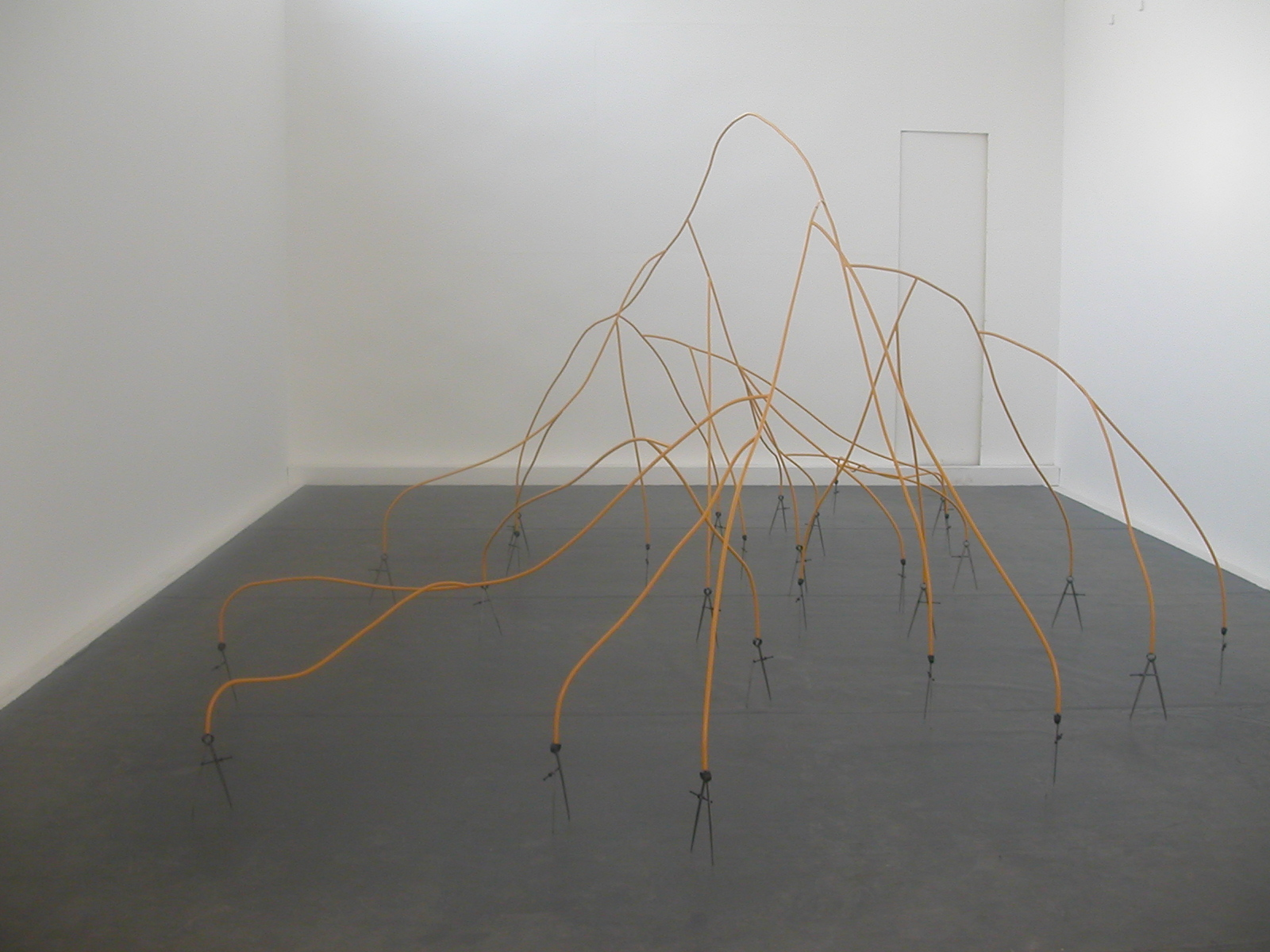

### 2005
L'esperienza dell'arte - Sempre un po' più lontano / The experience of art - Always a little further

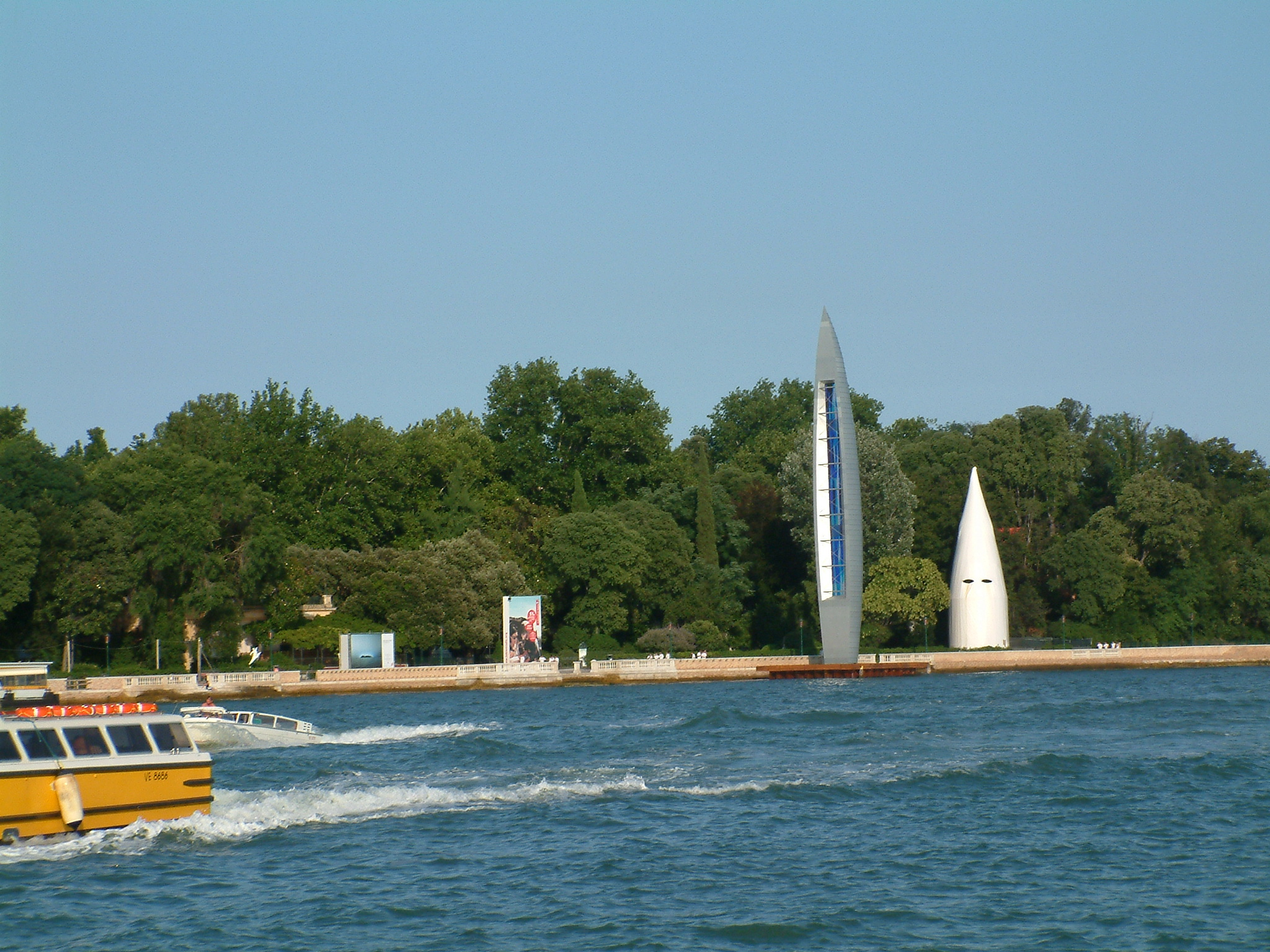
Entrance/Giardini; skulptura: Mare Verticale, Frabrizio Plessi
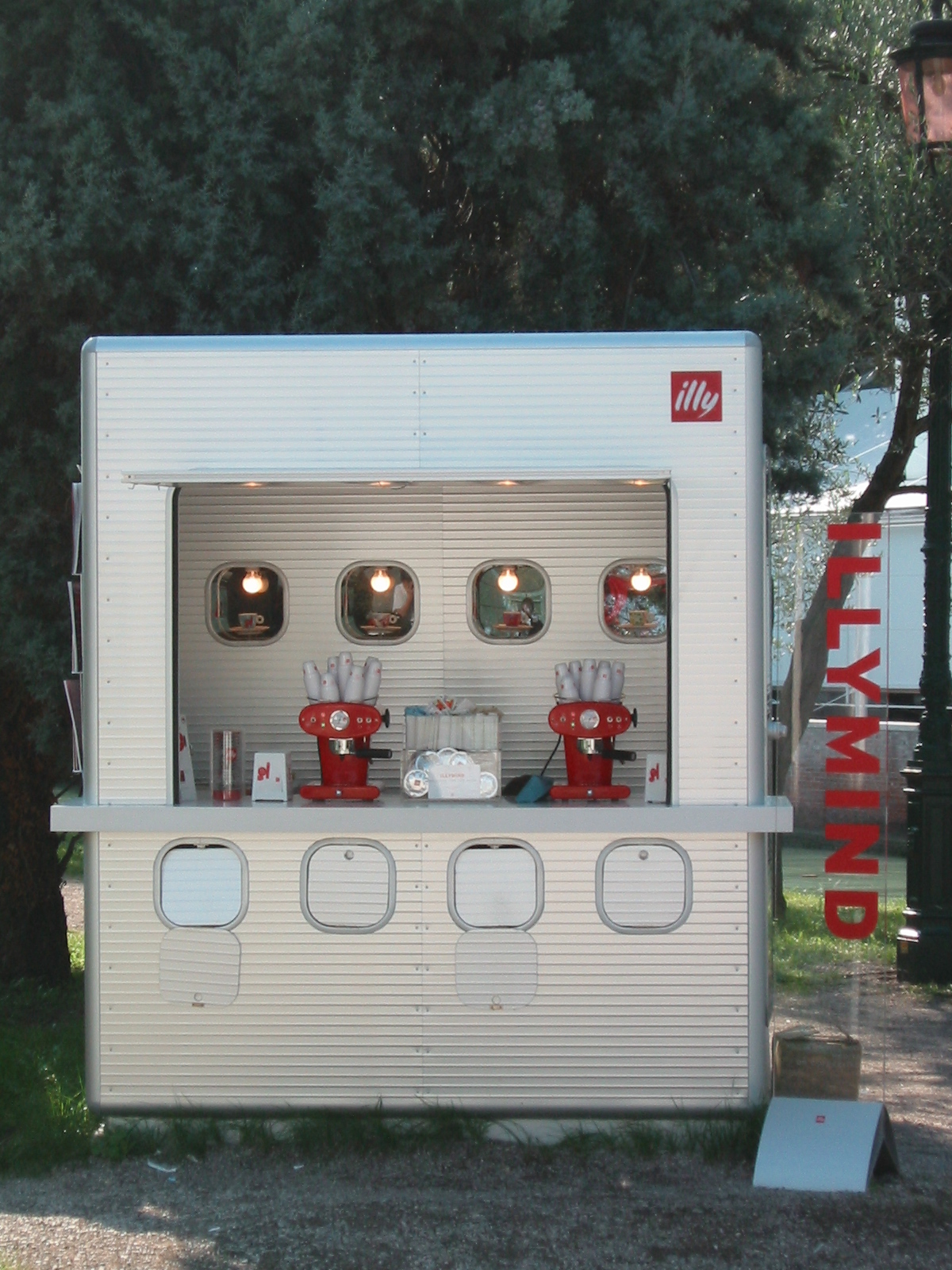
IllyMind

### 2003
Sogni e conflitti: la dittatura dello spettatore / Dreams and conflicts: the dictatorship of the viewer 
- Olumuyiwa Olamide Osifuye, nigerijský fotograf

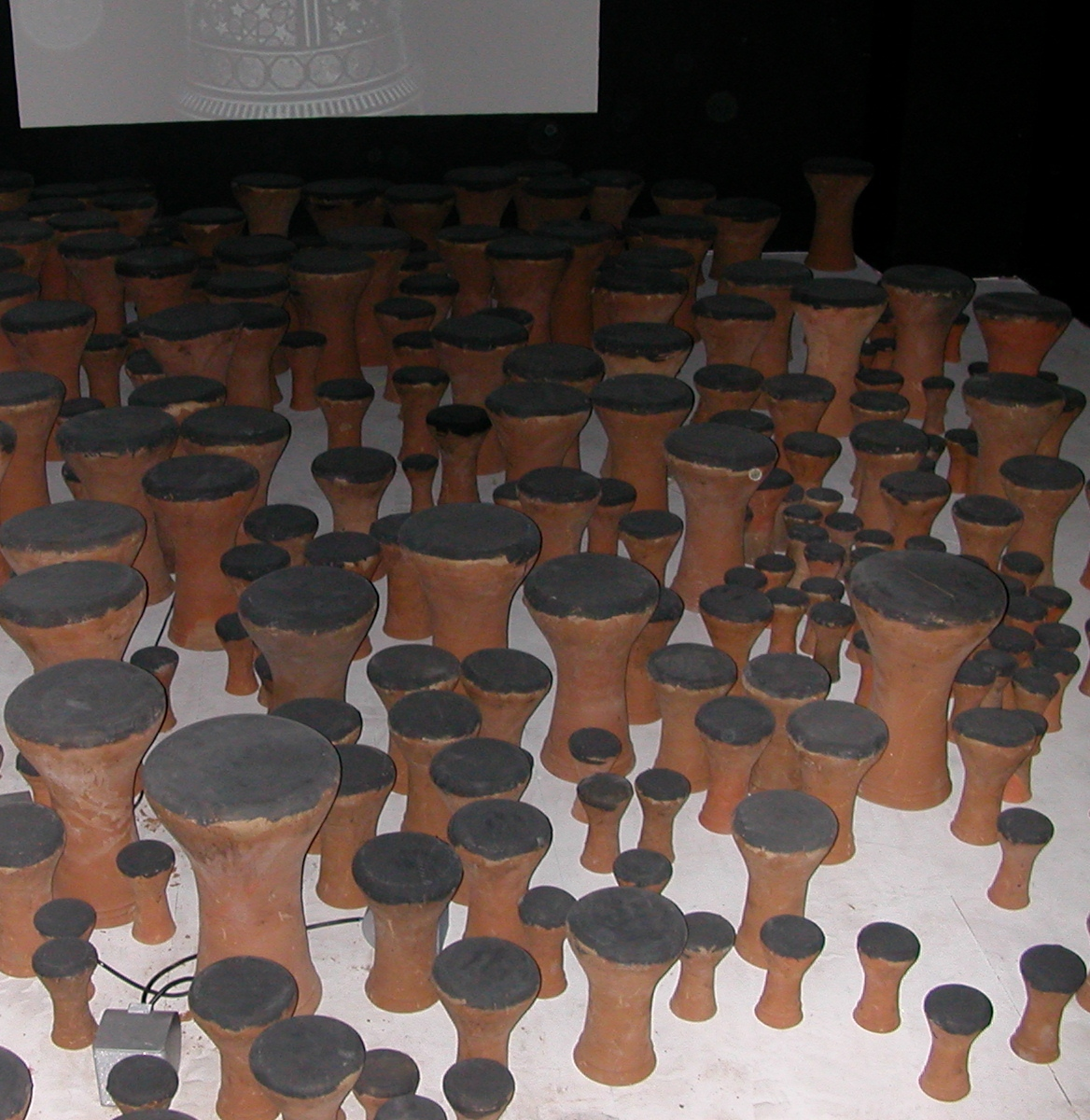
Venezia - Biennale d'arte 2003
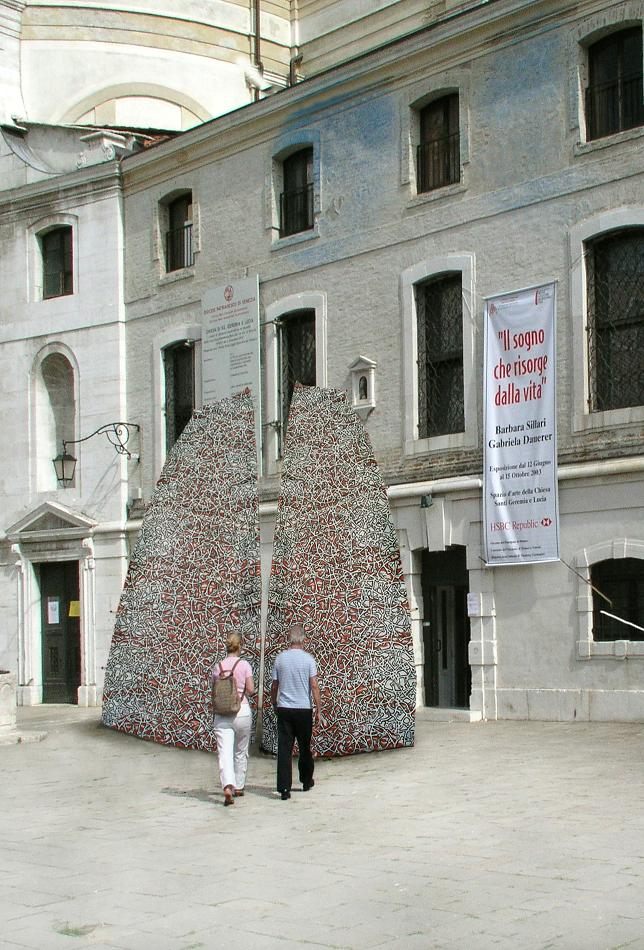
Vchod na výstavu, Gabriela Dauerer a Barbara Sillari

### 2001
Platea dell’umanità / Plateau of humankind

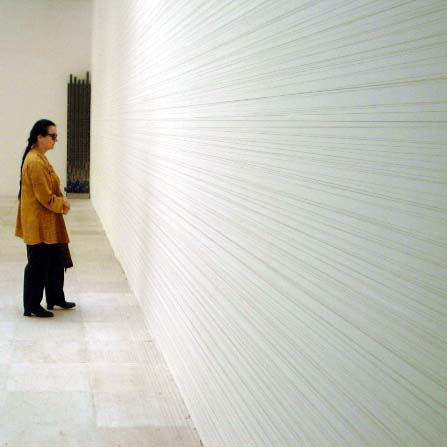

### 1999
dAPERTutto

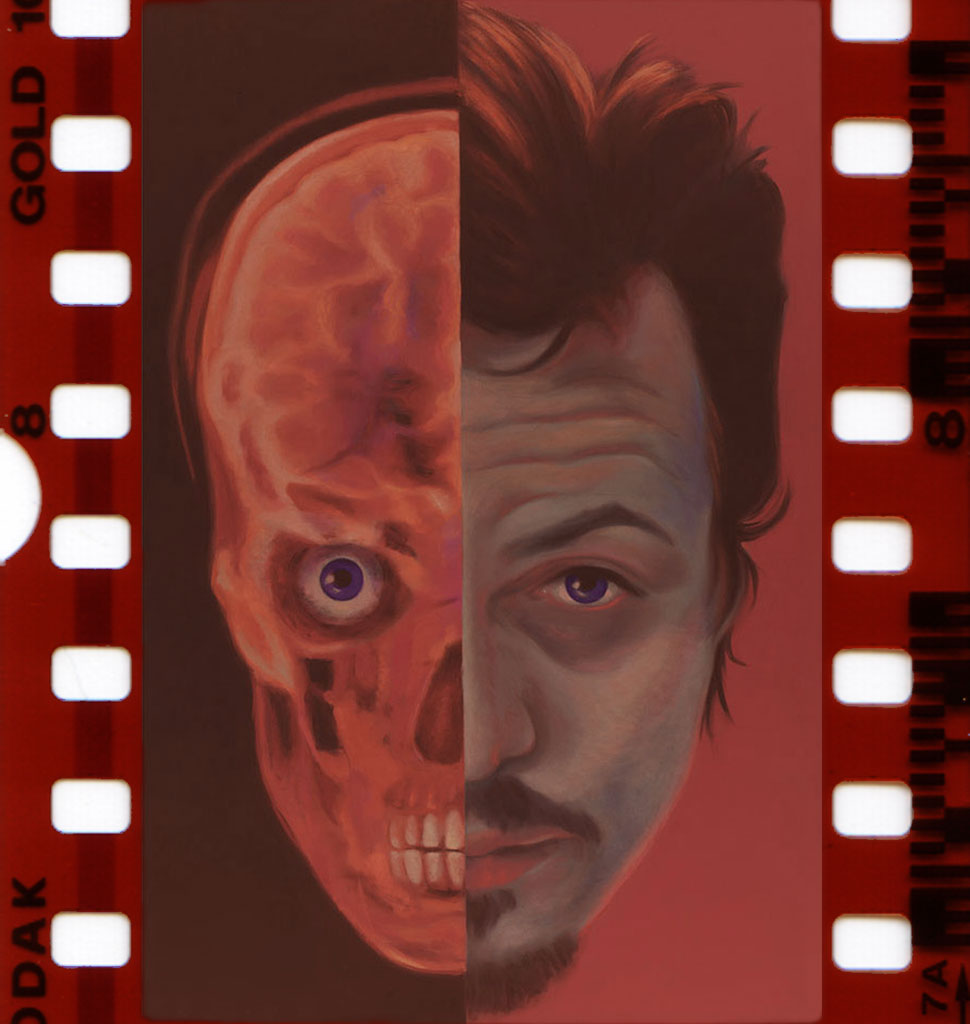
Fabrice de Nola, Autoportrét na negativu, 1999 (olej na plátně, reprodukce na negativním filmu)

### 1997
Futuro, Presente, Passato / Minulost, Přítomnost, Budoucnost

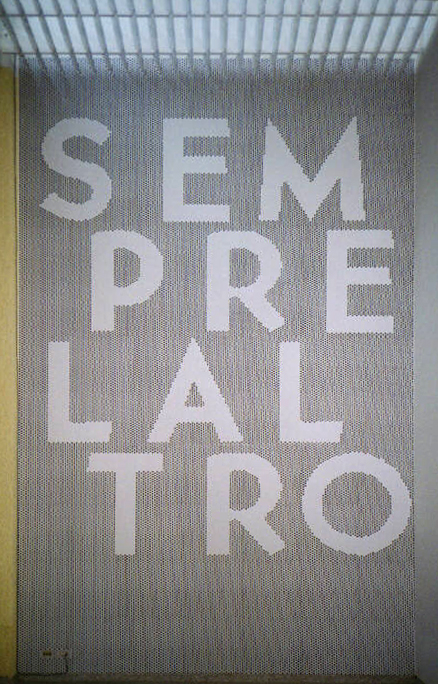
Motto výstavy 1997

### 1995
Identità e alterità / Identity and alterity